# Santaluz (kommun)
Santaluz är en kommun i Brasilien.   Den ligger i delstaten Bahia, i den östra delen av landet, 1 000 km nordost om huvudstaden Brasília. Antalet invånare är 33 816.
Följande samhällen finns i Santaluz:
- Santaluz

Trakten runt Santaluz består i huvudsak av gräsmarker. Runt Santaluz är det ganska glesbefolkat, med 22 invånare per kvadratkilometer.